# 四氯化氙
四氯化氙是一种不稳定的氙化合物，化学式为XeCl4。它很不稳定，不能在室溫下穩定存在，也不能通过化学方法合成，只能通过含放射性129I的KICl4经β衰变得到，因此获得的量很少。它的空间构型与四氟化氙类似，也是平面正方形。